# فیتیوات سوکجیتهاماکول
فیتیوات سوکجیتهاماکول (تایلندی: พิธิวัตต์ สุขจิตธรรมกุล؛ زادهٔ ۱ فوریهٔ ۱۹۹۵) بازیکن فوتبال اهل تایلند است.
از باشگاه‌هایی که در آن بازی کرده‌است می‌توان به باشگاه فوتبال پلیس ترو و باشگاه فوتبال موانگتونگ یونایتد اشاره کرد.
وی همچنین در تیم‌های ملی فوتبال زیر ۲۳ سال تایلند و تایلند بازی کرده‌است.
وی در مسابقات کشوری و بین‌المللی در مجموع برندهٔ ۱ مدال طلا شده‌است.